# Стамболийски (община)
Община Стамболийски се намира в Южна България и е една от съставните общини на област Пловдив.

## География

### Географско положение, граници, големина
Общината е разположена в югозападна част на област Пловдив. С площта си от 61,27 km2 заема 15-о място сред 18-те общините на областта, което съставлява 1,02% от територията на областта. Тя е шестата отзад-напред най-малка община в България. Границите ѝ са следните:
- на североизток – община Родопи;
- на юг – община Перущица и община Кричим;
- на югозапад – община Брацигово, област Пазарджик;
- на запад и северозапад – община Пазарджик, област Пазарджик.

### Природни ресурси

#### Релеф
Релефът на общината е равнинен в по-голямата си част и хълмист на запад. Територията ѝ попада в централната част на Пазарджишко-Пловдивското поле на Горнотракийската низина и крайните северни части на Западните Родопи.
Минималната ѝ височина от 172 m се намира в коритото на река Марица източно от град Стамболийски. В западната част на общината попадат крайните източни склонове на Бесапарските ридове (крайна северна издънка на Западните Родопи). В тях югозападно от село Ново село, на границата с община Брацигово и община Кричим се издига Широки връх 442,5 m, най-високата точка на община Стамболийски.

#### Води
По северната граница на общината, от запад на изток, на протежение от 13 km протича част от средното течение на река Марица. На нейна територия тя получава отдясно два големи притока: Стара река и Въча, които протичат през общината с най-долните си течения. Стара река навлиза в общината от община Кричим югозападно от село Куртово Конаре, преминава през село Ново село и северозападно от град Стамболийски се влива в Марица. Река Въча протича по границата с община Перущица, преминава покрай селата Куртово Конаре и Йоаким Груево и североизточно от последното напуска нейните предели и след около 5 km се влива в Марица северно от село Кадиево, на територията на община Родопи.

### Населени места
Общината се състои от 5 населени места. Списък на населените места, подредени по азбучен ред, население и площ на землищата им:
| Населено място | Пребр. на населението през 2021 г. | Площ на землището (в км2) | Забележка (старо име) | Населено място | Пребр. на населението през 2021 г. | Площ на землището (в км2) | Забележка (старо име)            |
| Йоаким Груево  | 2505                               | 5,912                     | Кара таир             | Стамболийски   | 10 028                             | 14,235                    | Гара Кричим, Кричим, Нови Кричим |
| Куртово Конаре | 2399                               | 19,024                    |                       | Триводици      | 1285                               | 9,226                     | Текира, Триводица                |
| Ново село      | 1890                               | 12,873                    | Еникьой               | ОБЩО           | 18107                              | 61,27                     | няма населени места без землища  |

## Административно-териториални промени
- МЗ № 2820/обн. 14.08.1934 г. – преименува с. Кара таир на с. Йоаким Груево;

– преименува с. Текира на с. Триводица;
- МЗ № 1031/обн. 16.05.1942 т. – заличава с. Полатово и го присъединява като квартал на гар.с. Гара Кричим;
- Указ № 546/обн. 15.09.1964 г. – преименува гар.с. Гара Кричим на гар.с. Кричим и го признава за гр. Кричим;
- през 1965 г. – осъвременено е името на с. Триводица на с. Триводици без административен акт;
- Указ № 829/обн. 29.08.1969 г. – преименува гр. Кричим на гр. Нови Кричим;
- Указ № 256/обн. 27.02.1979 г. – преименува гр. Нови Кричим на гр. Стамболийски;
- Указ № 111/обн. 30.03.1998 г. – отделя гр. Стамболийски и селата Йоаким Груево, Куртово Конаре, Ново село и Триводици и техните землища от община Родопи и създава нова община Стамболийски с административен център гр. Стамболийски;

## Население

### Етнически състав
Преброяване на населението през 2011 г.
Численост и дял на етническите групи според преброяването на населението през 2011 г., по населени места (подредени по численост на населението):
| Населено място | Численост | Численост | Численост | Численост | Численост | Численост           | Численост     | Населено място | Дял (в %) | Дял (в %) | Дял (в %) | Дял (в %) | Дял (в %)           | Дял (в %)     |
| Населено място | Общо      | Българи   | Турци     | Цигани    | Други     | Не се самоопределят | Не отговорили | Населено място | Българи   | Турци     | Цигани    | Други     | Не се самоопределят | Не отговорили |
| Общо           | 20 771    | 17 739    | 386       | 1620      | 45        | 190                 | 791           | 100.00         | 85.40     | 1.85      | 7.79      | 0.21      | 0.91                | 3.80          |
| -------------- | --------- | --------- | --------- | --------- | --------- | ------------------- | ------------- | -------------- | --------- | --------- | --------- | --------- | ------------------- | ------------- |
| Стамболийски   | 11 601    | 10 541    | 16        | 334       | 29        | 146                 | 535           | Стамболийски   | 90.86     | 0.13      | 2.87      | 0.24      | 1.25                | 4.61          |
| Йоаким Груево  | 2643      | 2523      | 0         | 67        | 11        | 28                  | 14            | Йоаким Груево  | 95.45     | 0.00      | 2.53      | 0.41      | 1.05                | 0.52          |
| Куртово Конаре | 2620      | 2122      | 21        | 369       |           |                     | 102           | Куртово Конаре | 80.99     | 0.80      | 14.08     |           |                     | 3.89          |
| Ново село      | 2543      | 1785      | 339       | 275       |           |                     | 138           | Ново село      | 70.19     | 13.33     | 10.81     |           |                     | 5.42          |
| Триводици      | 1364      | 768       | 10        | 575       |           |                     | 2             | Триводици      | 56.30     | 0.73      | 42.15     |           |                     | 0.14          |

## Транспорт
През територията на общината преминават два участъка от Железопътната мрежа на България с обща дължина 19,4 km.
- в севената част, от запад на изток, участък от 11,4 km от трасето на жп линията София – Пловдив – Свиленград;
- от град Стамболийски на юг, началният участък от 8 km от трасето на жп линията Стамболийски – Пещера.

През общината преминават частично 2 пътя от Републиканската пътна мрежа на България с обща дължина 21,6 km:
- участък от 11,2 km от Републикански път III-375 (от km 14,5 до km 25,7);
- участък от 10,4 km от Републикански път III-866 (от km 114,9 до km 125,3).

## Политика

### Награди за община Стамболийски
- Победител в онлайн конкурса „Кмет на годината, 2017“ раздел „средни общини“. Приз за кмета Георги Мараджиев за цялостна дейност през годината във всички сфери на работата на ръководената от него местна администрация.

## Топографски карти
- Лист от карта K-35-61. Мащаб: 1 : 100 000.
- Лист от карта K-35-62. Мащаб: 1 : 100 000.